# Aliens (filme)
Aliens (Brasil: Aliens: O Resgate; Portugal/PALOP: Aliens - O Recontro Final) é um filme estadunidense de 1986, de terror, ficção científica, e suspense, coescrito e dirigido por James Cameron.
Arrecadou $ 180 milhões em todo o mundo. Foi indicado para sete prêmios da Academia , incluindo um de Melhor Atriz para Sigourney Weaver, ganhando ambos de Efeitos Sonoros e Efeitos Visuais. Ele ganhou oito Saturn Awards, incluindo Melhor Filme de Ficção Científica, Melhor Atriz para Weaver, e Melhor Direção e Melhor Escrita para Cameron.
É o segundo filme da série iniciada com Alien, em 1979.

## Enredo
Ellen Ripley fica em estase na nave espacial por 57 anos. Ela é resgatada e interrogada por seus empregadores na Weyland-Yutani Corporation; eles ficam céticos em relação a suas alegações de que uma criatura alienígena matou toda a tripulação e a forçou a destruir a Nostromo, e posteriormente revogam sua licença de oficial de voo.
A lua LV-426, onde a Nostromo inicialmente encontrou a nave abandonada contendo os ovos alienígenas, agora abriga a colônia Hadleys Hope.  Quando o contato com a colônia é perdido, o representante da Weyland-Yutani, Carter Burke, e o Tenente-marinho Colonial Gorman pedem a Ripley para acompanhar Burke e uma unidade marinha colonial para investigar a perda do sinal. Apesar de sofrer de pesadelos recorrentes sobre sua experiência original com o alien, ela acaba se juntando à expedição com a palavra de Burke de que sua missão é exterminar as criaturas. A bordo da espaçonave USS Sulaco , ela é apresentada aos fuzileiros navais coloniais e ao androide Bishop, para quem Ripley fica inicialmente hostil após sua experiência com o andróide  Ash, a bordo da Nostromo.
Uma nave auxiliar entrega a expedição à superfície da lua, onde encontram a colônia deserta. No interior, eles encontram barricadas improvisadas e sinais de luta, mas nenhum corpo; eles encontram facehuggers dentro de tanques de contenção no laboratório médico; e também encontram uma jovem traumatizada apelidada de Newt, a única sobrevivente, que usou o extenso sistema de ventilação para escapar dos alienígenas. A tripulação usa o computador da colônia para localizar os colonos agrupados sob a estação de processamento da atmosfera alimentada por fusão. Eles se dirigem para o local, descendo em corredores cobertos de secreções estranhas.
No centro da estação, os fuzileiros  encontram os colonos, servindo de incubadoras para os filhotes das criaturas. Quando os fuzileiros navais matam um filhote, os outros alienígenas são incitados e emboscam a tropa, matando Frost, Crowe, Wierzbowski e Drake enquanto capturam Apone e Dietrich vivos para serem usados como hospedeiros. Quando o inexperiente pânico de Gorman, Ripley assume o controle de um veículo blindado, e entra no ninho para resgatar o cabo Hicks, o soldado Hudson e o soldado Vasquez, os três únicos sobreviventes. Hicks ordena que a nave auxiliar recupere os sobreviventes, mas um alienígena mata os pilotos Spunkmeyer e Ferro, fazendo com que ele colida na estação. O grupo restante se barricou dentro do centro de comando da colônia.
Ripley descobre que Burke enviou os colonos para investigar a espaçonave abandonada onde a tripulação da Nostromo encontrou os ovos pela primeira vez, acreditando que ele poderia se tornar rico recuperando espécimes alienígenas para uso como armas biológicas. Ela ameaça expô-lo, mas Bishop informa ao grupo que a usina foi danificada pelo acidente e logo explodirá com a força de uma arma termonuclear de 40 megatons. Ele se oferece para rastejar por centenas de metros de condutos de tubulação para alcançar o transmissor da colônia e pilotar remotamente nave auxiliar remanescente da Sulaco até a superfície.
Ripley e Newt dormem no laboratório médico, mais acabam trancadas no quarto com os dois "facehuggers", que escaparam de seus tanques.  Ripley dispara um alarme de incêndio para alertar os fuzileiros, que os resgatam e matam as criaturas. Ripley acusa Burke de libertar os facehuggers para usa-las como incubadoras, permitindo-lhe contrabandear os embriões para a Terra, e de planejar matar o resto dos fuzileiros para que ninguém pudesse contradizer sua versão dos acontecimentos. Antes que os fuzileiros navais possam matar Burke, a energia é cortada e alienígenas atacam através do teto. No tiroteio que se seguiu, Burke tenta fugir, mas é encurralado e morto por um alienígena, enquanto Hudson é arrastado depois de cobrir a retirada dos outros. Gorman e Vasquez detonam uma granada e se sacrificam;  Hicks é ferido e Newt é capturada.
Ripley e Hicks chegam a Bishop na segunda nave auxiliar, mas Ripley se recusa a abandonar Newt. O grupo viaja até a estação de processamento, permitindo que Ripley entre na colmeia e resgate Newt. Enquanto escapam, os dois encontram a rainha alienígena em sua câmara de ovos. Quando um ovo começa a se abrir, Ripley usa seu lança-chamas para destruir os ovos e o ovipositor da rainha. Perseguidos pela rainha enfurecida, Ripley e Newt se reúnem com Bishop e Hicks na nave auxiliar. Todos os quatro escapam momentos antes da estação explodir com a colônia sendo consumida pela explosão nuclear.
Na Sulaco, o grupo é emboscado pela rainha, que se escondeu no trem de pouso da nave. A rainha parte Bishop ao meio e avança em Newt, mas Ripley luta contra a criatura usando uma carregadeira de carga exosuit e a expulsa através de uma eclusa de ar para o espaço. Ripley, Newt, Hicks e um Bishop criticamente danificado entram em hibernação para a viagem de volta à Terra.

## Elenco
Aliens foi o segundo de três filmes nos quais o diretor James Cameron trabalhou com o ator Michael Biehn; o primeiro foi The Terminator (br: O Exterminador do Futuro), de 1984, e o terceiro foi The Abyss (br: O Segredo do Abismo), de 1989.
- Sigourney Weaver como Ellen Ripley (ou Ripley): Tenente de Primeira Classe Ellen Louise Ripley foi a única sobrevivente da USS Nostromo 57 anos antes, e por sua experiência com o Alien é chamada para servir como conselheira civil do Corpo de Fuzileiros Navais dos Estados Unidos enfrentando tais criaturas em Acheron (planeta que ela conhecera como LV-426).
- Carrie Henn como Rebecca "Newt" Jorden: A única sobrevivente do massacre de Hadley's Hope em Acheron após uma infestação de Xenomorfos na colônia.
- Michael Biehn como Cabo Dwayne Hicks: Um membro do Corpo de Fuzileiros Navais dos Estados Unidos designado para a missão em .
- Paul Reiser como Carter J. Burke: Um executivo júnior da Weyland-Yutani Corporation, atuando como Diretor de Projetos Especiais da Divisão de Serviços Especiais da Weyland-Yutani Corp e tendo um interesse especial no Alien.
- Lance Henriksen como Lance Bishop: Um técnico sintético da Hyperdyne Systems, modelo 341-B, com o Corpo de Fuzileiros Navais dos Estados Unidos, designado para o 2º Batalhão da Equipe Bravo. Ele serviu como oficial executivo a bordo do USS Sulaco, e como tal fazia parte da unidade de combate implantada em LV-426 em 2179, para investigar a súbita perda de contato com a colônia de Hadley's Hope.
- Bill Paxton como soldado William Hudson: Um medroso membro dos fuzileiros mandados para Acheron.
- William Hope como tenente S. Gorman: O pouco experiente oficial-comandante do esquadrão de fuzileiros de Acheron.
- Jenette Goldstein como soldado J. Vasquez: Um rabugenta fuzileira no esquadrão de Acheron.
- Al Matthews como sargento A. Apone: O tranquilo fuzileiro do esquadrão de Acheron.
- Mark Rolston como soldado M. Drake:
- Ricco Ross como soldado R. Frost:
- Daniel Kash como soldado D. Spunkmeyer:
- Colette Hiller como Cabo Ferro:

## Produção

### Conceito
David Giler declarou em 1979 que a Brandywine Productions pretendia "imediatamente fazer uma sequência" de Alien, tendo o apoio total do presidente da 20th Century Fox, Alan Ladd Jr. No entanto, naquele ano, Ladd deixou a transição da Fox para os novos proprietários Marc Rich e Marvin Davis, e a nova gerência de estúdio não tinha interesse na sequência. Giler acusou o novo presidente Norman Levy de ter impedido a produção do filme; Mais tarde, Levy declarou que "Era um filme que eu queria fazer", mas ele sentiu que outro Alien se mostraria muito caro. Enquanto isso, Giler e os parceiros Walter Hill e Gordon Carroll processaram a Fox por causa do desembolso dos lucros da Alien. Quando o processo foi resolvido em 1983, a Fox tinha novos executivos interessados em continuar com o Alien. Giler apresentou o projeto a um dos executivos como um cruzamento entre Southern Comfort de Hill e The Magnificent Seven.
Enquanto os produtores e executivo de desenvolvimento Larry Wilson procuraram um escritor para Alien II, Wilson encontrou o roteiro de James Cameron para The Terminator e passou o roteiro para Giler, sentindo que Cameron estava certo para o trabalho. Giler então se aproximou de Cameron, que estava concluindo a pré-produção de The Terminator. Fã do Alien original, Cameron estava interessado em criar uma sequência e entrou em um isolamento auto-imposto para debater um conceito para o Alien II. [11] Depois de quatro dias, Cameron produziu um tratamento inicial de 45 páginas, embora a gerência da Fox tenha colocado o filme em hiato, pois alguns não gostaram do argumento, e sentiram que Alien não havia gerado lucro suficiente para justificar uma sequência. Um conflito de agendamento com o ator Arnold Schwarzenegger causou um atraso de nove meses nas filmagens de The Terminador (como Schwarzenegger estava filmando Conan, o Destruidor), permitindo a Cameron tempo adicional para escrever um roteiro para Aliens. Enquanto filmava The Terminator, Cameron escreveu 90 páginas para Aliens, e embora o script não tenha terminado, o novo presidente da Fox, Larry Gordon, ficou impressionado e lhe disse que, se The Terminator fosse um sucesso, ele seria capaz de dirigir Aliens. Cameron chegou a declarar que gastou a produção de The Terminador, pensando em quais elementos desse filme poderiam "fazer uma boa corrida" para a sequência de Alien.
Após o sucesso de The Terminator, Cameron e a produtora Gale Anne Hurd receberam aprovação para dirigir e produzir a sequência de Alien, prevista para o lançamento em 1986. Cameron foi atraído pela oportunidade de criar um novo mundo e optou por não seguir a mesma fórmula de Alien, mas por criar uma sequência de combate digna, focando "mais no terror, menos no horror". Sigourney Weaver, que interpretou Ripley em Alien, tinha dúvidas sobre o projeto, mas depois de conhecer Cameron, ela demonstrou interesse em revisitar sua personagem. A 20th Century Fox, no entanto, se recusou a assinar um contrato com Weaver por causa de uma disputa de pagamento e pediu a Cameron que escrevesse uma história excluindo Ripley. Ele se recusou, alegando que Fox havia indicado que Weaver havia assinado quando começou a escrever o roteiro. Com a persistência de Cameron, Fox assinou o contrato e Weaver obteve um salário de US$ 1 milhão, uma soma 30 vezes maior do que ela foi paga pelo primeiro filme (e equivalente a US$ 2.400.000 nos termos atuais). Weaver apelidou de "Rambolina", seu papel na sequência de Alien, referindo-se a John Rambo da série Rambo, e afirmou que ela abordava o papel como semelhante ao papel titular em Henrique V ou mulheres guerreiras na literatura clássica chinesa.
Cameron inspirou a história de Aliens na Guerra do Vietnã, uma situação em que uma força tecnologicamente superior foi atolada em um ambiente estrangeiro hostil: "Seu treinamento e tecnologia são inapropriados para as especificidades, e isso pode ser visto como análogo à incapacidade de poder de fogo americano superior para conquistar o inimigo invisível no Vietnã: muito poder de fogo e muito pouca sabedoria, e não funcionou." A atitude dos fuzileiros navais coloniais foi influenciada pela Guerra do Vietnã; eles são retratados como arrogantes e confiantes em sua vitória inevitável, mas quando se vêem diante de um inimigo tecnologicamente inferior, mas mais determinado, o resultado não é o que eles esperam. Cameron listou o romance Starship Troopers de Robert A. Heinlein como uma grande influência que levou à incorporação de vários temas e frases, como os termos "a queda" e "caça aos insetos", bem como o exoesqueleto do carregador de carga.

## Recepção
No site agregador de críticas Rotten Tomatoes, 98% das 59 resenhas dos críticos são positivas. O consenso diz: "Enquanto Alien era uma maravilha de construção lenta, tensão atmosférica, Aliens é muito mais visceral e apresenta um tipicamente forte desempenho de Sigourney Weaver".

## Interpretação e análises
O filósofo Stephen Mulhall observou que os quatro filmes da série representam uma representação artística das dificuldades enfrentadas pela "voz" da mulher de ser ouvida em uma sociedade masculinista, porque Ripley encontra continuamente homens que tentam silenciá-la e forçá-la a se submeter a seus atos. desejos. Mulhall vê isso descrito em vários eventos em Aliens, particularmente na cena de inquérito em que as explicações de Ripley sobre as mortes e a destruição de Nostromo, bem como suas tentativas de alertar os membros do conselho sobre o perigo de Alien, são recebidas com desdém ofensivo. No entanto, Mulhall acredita que o relacionamento de Ripley com Hicks ilustra que Aliens "é dedicado ... à possibilidade de modos de masculinidade que buscam não sufocar, mas sim acomodar a voz feminina e modos de feminilidade que podem reconhecer e incorporar algo mais ou mais" outros de masculinidade além dos nossos piores pesadelos."
Vários acadêmicos de cinema, incluindo Barbara Creed, comentaram o simbolismo de cores e iluminação da franquia Alien, que compensa ambientes brancos e fortemente iluminados (naves espaciais, escritórios corporativos) contra ambientes mais escuros, mais sujos e "corrompidos" (nave alienígena abandonada, indústria industrial abandonada). instalações). Esses toques de preto contrastam ou até tentam dominar a pureza dos elementos brancos. Outros, como Kile M. Ortigo, da Universidade Emory, concordam com essa interpretação e apontam para o Sulaco com seu "interior branco e esterilizado".
Embora alguns afirmem que a forma do Sulaco foi baseada em um submarino, o design foi mais frequentemente descrito como uma "arma no espaço", semelhante aos rifles usados no filme. O autor Roz Kaveney chamou a cena de abertura da nave que viaja pelo espaço de "fetichista" e "semelhante a tubarão", "uma imagem de força brutal e eficiência engenhosa" - enquanto o interior militarizado do Sulaco (projetado por Ron Cobb) é contrastado com o interior orgânico do Nostromo no primeiro filme (também desenhado por Cobb). David McIntee observou a homenagem que a cena presta à turnê de abertura pelo Nostromo em Alien.
Roger Luckhurst, em seu livro de 2014 sobre o filme original da Alien, comparou sua visão de mundo subjacente à de Aliens, afirmando: "Mesmo que Alien fosse uma peça de ficção científica de esquerda, o núcleo do (seu) mito poderia ser inflado de outra maneira." Os aliens seriam uma versão desafiadora Reaganita da história - bombeada, militarizada, libertária e impulsionada por uma firme defesa da família nuclear.
O personagem androide Bishop foi objeto de análise literária e filosófica como um androide fictício de alto perfil, em conformidade com as Três Leis da Robótica do escritor de ficção científica Isaac Asimov e como modelo de uma máquina compatível e potencialmente autoconsciente. Seu retrato foi estudado por escritores da University of Texas Press por suas implicações relacionadas a como os humanos lidam com a presença de um "Outro", quando Ripley os trata com medo e suspeita depois que o androide Ash tentou matá-la. o filme original Alien e uma forma de "racismo de alta tecnologia e apartheid androide" estão presentes em toda a série. Isso é visto como parte de uma tendência maior de tecnofobia nos filmes antes dos anos 90, com o papel de Bishop sendo particularmente significativo, pois ele duplica seu valor no final do filme, confundindo assim as expectativas de Ripley.

## Principais prêmios e indicações
Oscar
| Ano  | Categoria                  | Notas                                                                      | Resultado |
| ---- | -------------------------- | -------------------------------------------------------------------------- | --------- |
| 1987 | Melhor Atriz               | Sigourney Weaver                                                           | Indicado  |
| 1987 | Melhor Edição              | Ray Lovejoy                                                                | Indicado  |
| 1987 | Melhor Direção de Arte     | Peter Lamont e Crispian Sallis                                             | Indicado  |
| 1987 | Melhores Efeitos Especiais | Robert Skotak, Brian Johnson, John Richardson e Stan Winston               | Venceu    |
| 1987 | Melho Mixagem de Som       | Graham V. Hartstone, Nicolas le Messurier, Michael A. Carter e Roy Charman | Indicado  |
| 1987 | Melho Edição de Som        | Don Sharpe                                                                 | Venceu    |
| 1987 | Melhor Trilha Sonora       | James Horner                                                               | Indicado  |

 Hugo Awards
| Ano  | Categoria                     | Notas                         | Resultado |
| ---- | ----------------------------- | ----------------------------- | --------- |
| 1987 | Melhor Apresentação Dramática | Melhor Apresentação Dramática | Venceu    |

 Golden Globe Awards
| Ano  | Categoria            | Notas            | Resultado |
| ---- | -------------------- | ---------------- | --------- |
| 1987 | Melhor Atriz - Drama | Sigourney Weaver | Indicado  |

 BAFTA
| Ano  | Categoria                  | Notas                                                        | Resultado |
| ---- | -------------------------- | ------------------------------------------------------------ | --------- |
| 1987 | Melhores Efeitos Especiais | Robert Skotak, Brian Johnson, John Richardson e Stan Winston | Venceu    |
| 1987 | Melhor Desenho de Produção | Peter Lamont                                                 | Indicado  |
| 1987 | Melhor Maquiagem           | Peter Robb-King                                              | Indicado  |
| 1987 | Melhor Som                 | Don Sharpe, Roy Charman e Graham V. Hartstone                | Indicado  |

 Saturn Awards
| Ano  | Categoria                            | Notas                                       | Resultado |
| ---- | ------------------------------------ | ------------------------------------------- | --------- |
| 1987 | Melhor Filme - Ficção Científica     | Aliens                                      | Venceu    |
| 1987 | Melhor Diretor                       | James Cameron                               | Venceu    |
| 1987 | Melhor Ator                          | Michael Biehn                               | Indicado  |
| 1987 | Melhor Atriz                         | Sigourney Weaver                            | Venceu    |
| 1987 | Melhor Ator Coadjuvante              | Bill Paxton                                 | Venceu    |
| 1987 | Melhor Atriz Coadjuvante             | Jenette Goldstein                           | Venceu    |
| 1987 | Melhor Performance por um Jovem Ator | Carrie Henn                                 | Venceu    |
| 1987 | Melhor Roteiro                       | James Cameron                               | Venceu    |
| 1987 | Melhor Figurino                      | Emma Porteus                                | Indicado  |
| 1987 | Melhor Maquiagem                     | Peter RObb-King                             | Indicado  |
| 1987 | Melhores Efeitos Especiais           | Stan Winston, Robert Skotak e Dennis Skotak | Venceu    |